# 토르 미사일
토르 미사일은 러시아 육군의 이동식 지대공 미사일 시스템이다. 나토명 SA-15 건틀렛이다. 해군용은 SA-N-9 건틀렛이다.

## 역사

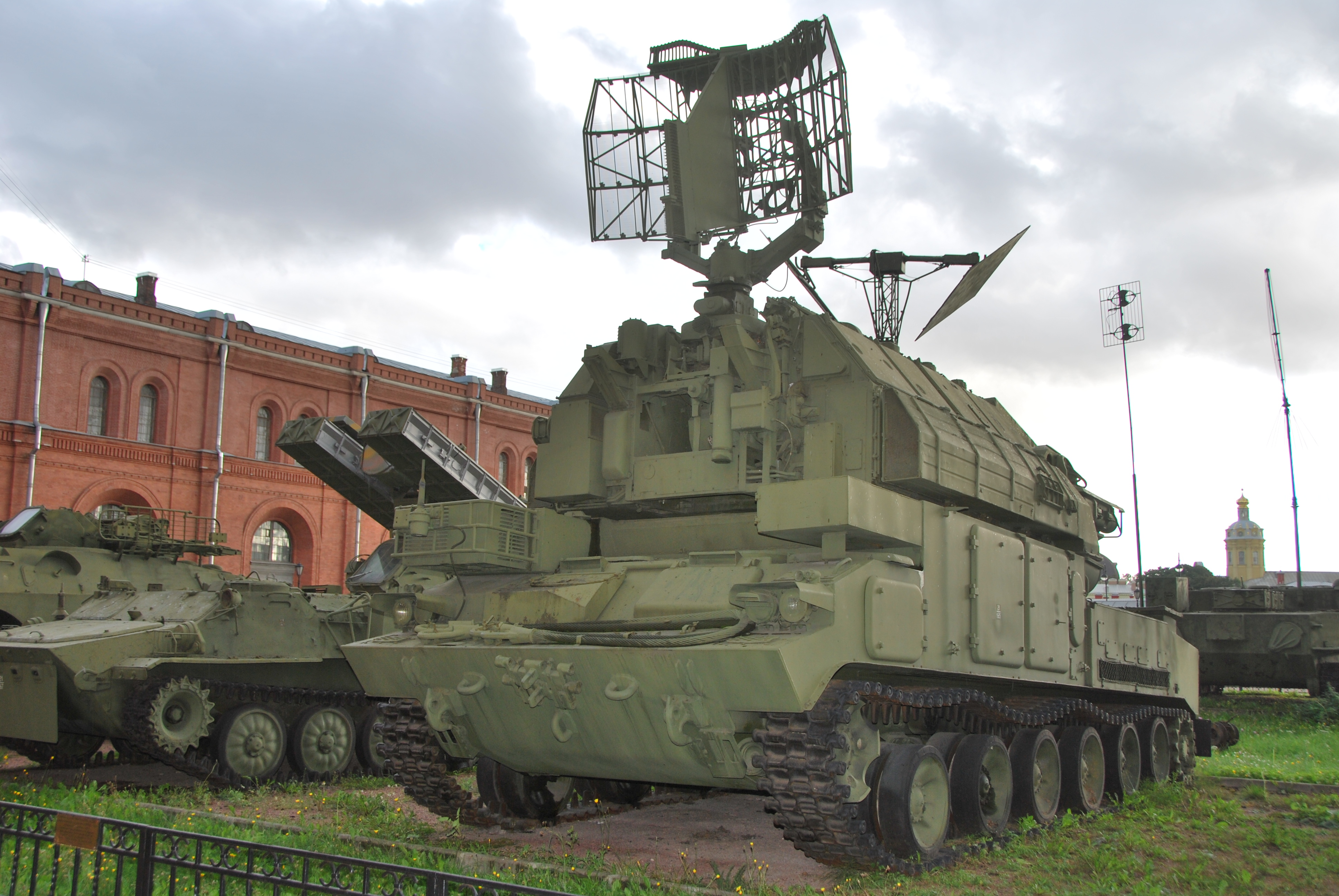
육군용 토르 미사일 장갑차

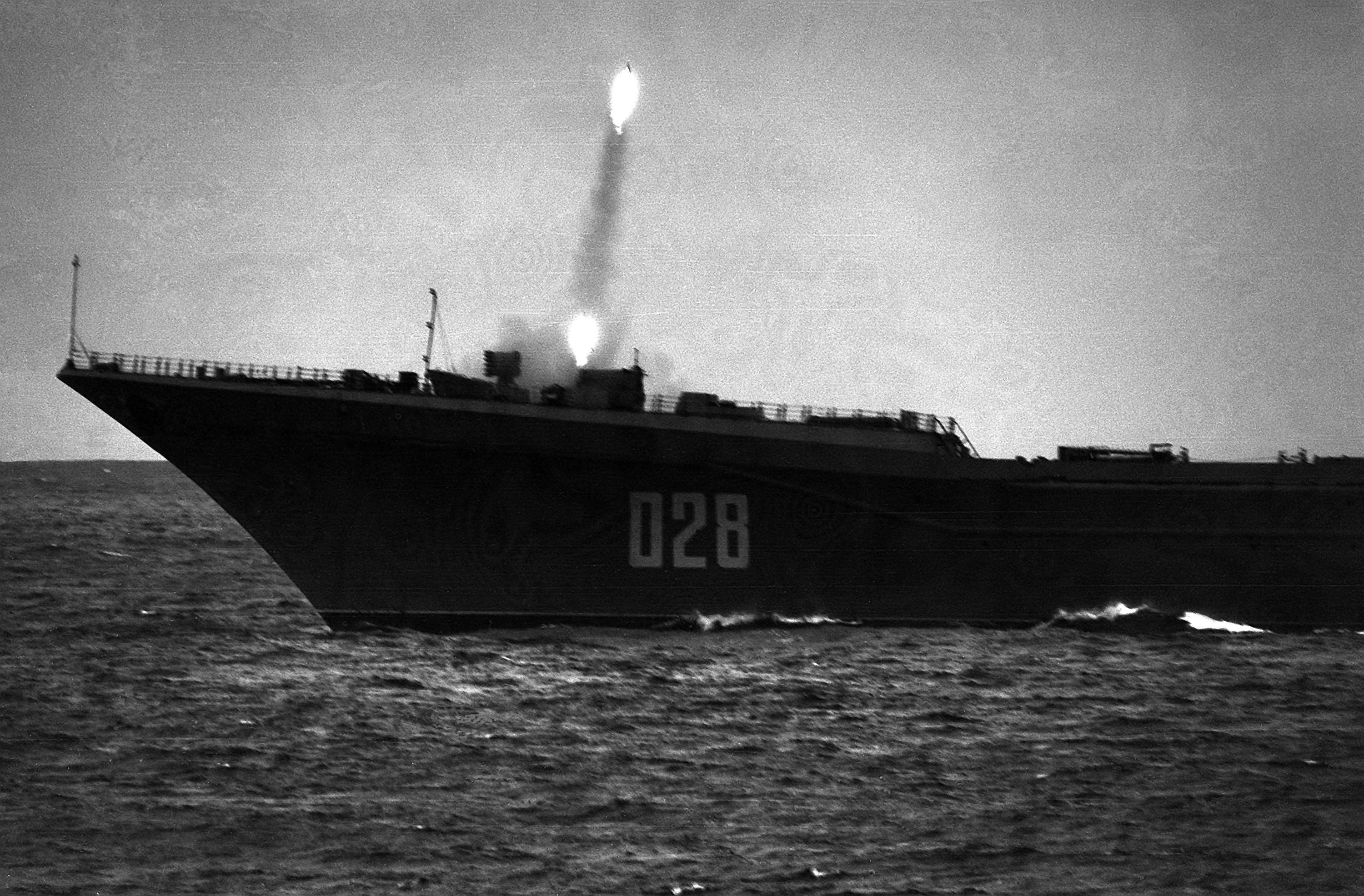
SA-N-9 발사장면

1975년 2월 4일 토르 미사일 시스템의 개발을 시작했다. 육군용과 해군용을 동시에 개발했다. 2002년에 알마즈-안테이로 개발부서와 대량생산 공장을 통합했다.
주야간, 악천후, 전파방해 환경에서도 미국 전략폭격기에서 발사된 사거리 2,400 km인 AGM-86 ALCM 순항미사일을 요격하기 위해 세계 최초로 개발된 대공 미사일 시스템이다. 장갑차가 이동중에도 27 km 떨어진 항공기를 탐지할 수 있다. 미사일을 발사할 때만 장갑차를 멈추면 되며, 정지하고 3초만에 미사일이 발사된다.
러시아 해군 유일의 항공모함인 쿠즈네초프 항공모함에 토르 미사일 192발이 탑재되어 있다. 역시 3초에 한 발을 연사할 수 있다.

## 미사일
토르 미사일 시스템의 9M330 미사일은 무게 167 kg, 길이 3 m이며 탄두중량 15 kg, 최대속도 마하 2.8, 최소사거리 1.5 km, 최대사거리 12 km, 최대고도 6 km, 최대기동 30G이다. 최대 마하 2로 비행하는 항공기를 요격할 수 있다. VLS에서 콜드 런치로 발사된다. 지상 목표물을 공격할 수도 있다.
명중률은 다음과 같다:
- 0.92-0.95 비행기
- 0.80-0.96 헬기
- 0.60-0.90 순항미사일 (유효사거리 5 km)
- 0.70-0.90 정밀유도무기 (레이저유도폭탄, 활강폭탄)
- 0.90 무인기

알마즈-안테이는 새로운 9M338 미사일을 개발했다. 사거리와 정확도를 높였으며, 크기가 작아져서 초기형의 8발 대신 16발을 장착할 수 있다. 2013년 10월 최초 시험발사를 했으며, 러시아 육군은 2014년에 9M338 미사일을 실전배치했다. 시험사격에서 무인기 5대를 격추했는데, 3대는 직격, 2대는 근접신관의 파편으로 격추했다.

## 파생형
9K331 Tor-M1사거리 12 km, 실전배치 1986년, 미사일 8발과 레이더가 장갑차 한대에 장착되어 있다.
9K332 Tor-M2E사거리 16 km, 고도 10 km, 2007 MAKS 에어쇼에서 최초공개
Tor-M2KM사거리 15 km. 모듈 방식으로, 트럭, 빌딩, 구축함에 길이 7.1 m, 폭 2.5 공간만 있으면 설치가능
Tor-2E2018년 개발했다. 기존 모델들은 트럭에 미사일 8발 장착이 대부분인데, Tor-2E는 16발 장착. 사거리 15 km, 고도 12 km, 트럭 4대로 구성된 포대가 데이터링크로 16개 목표물 동시교전 가능
HQ-17Tor-M1의 중국산, 사거리 12 km
FM-2000중국산. 사거리 15 km, 고도 10 km, 2018 주하이 에어쇼에서 최초공개, 2019년 실전배치

## 관련보도
2020년 1월 8일, 이란 수도 테헤란 인근에서 이맘 호메이니 국제공항에서 이륙한 우크라이나 여객기 보잉 737-800기가 토르 미사일 2발에 의해 격추되어 176명 전원이 사망했다. 8천 피트 상공에서 레이더에서 사라졌다. 미국 위성에 미사일 2발이 근처에서 열감지되었다. 여객기 추락 현장에서 토르 미사일 잔해가 발견되었다. 이란민간항공청은 이란인 147명, 외국인 32명이라고 밝혔지만, 우크라이나 정부는 이란 82명, 캐나다 63명, 우크라이나 11명, 스웨덴 10명, 아프가니스탄 4명, 영국 3명, 독일 3명이라고 밝혔다.

## 대한민국

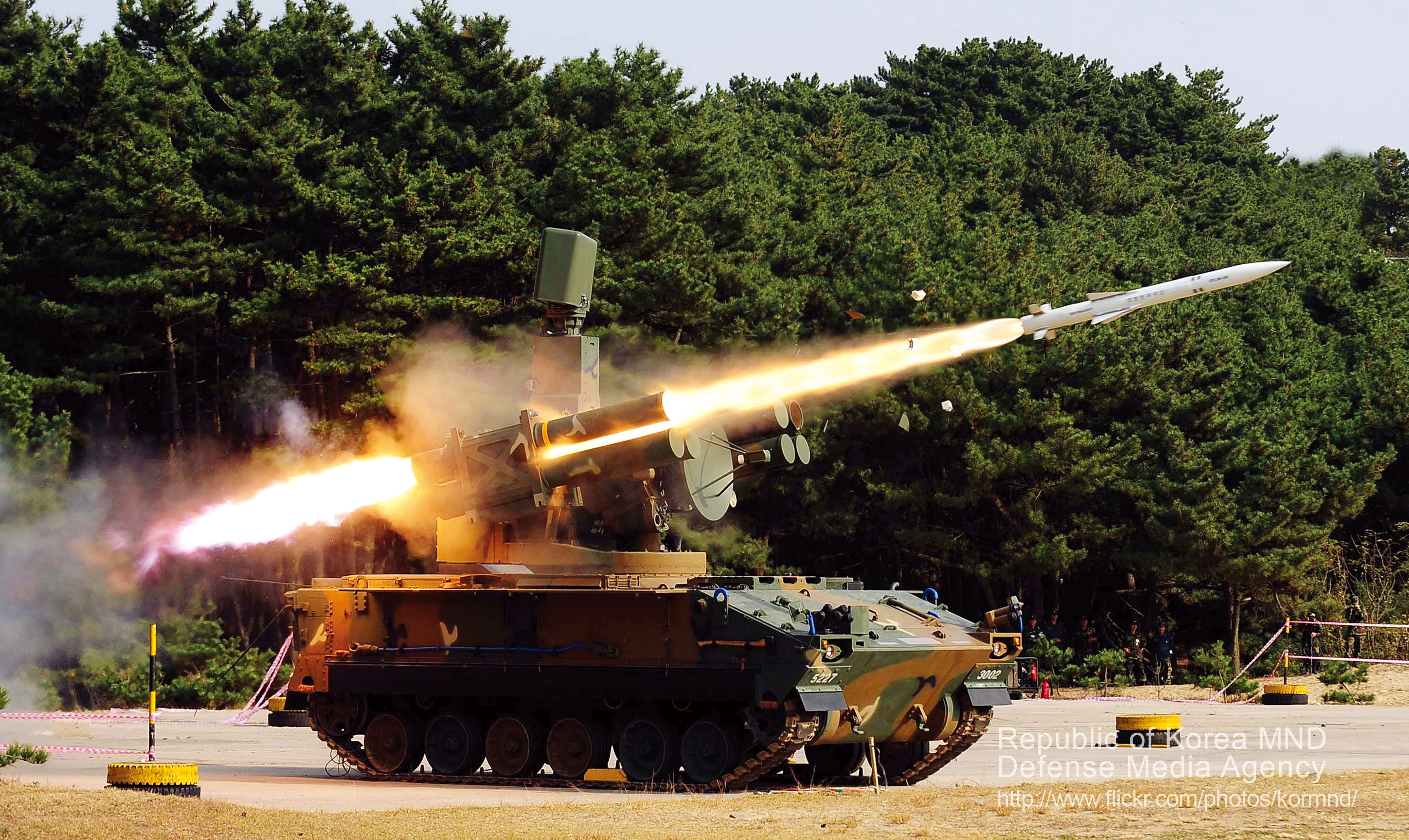
한국군 천마 미사일

토르 미사일은 한국의 천마 미사일과 비슷하다. 즉 장갑차 한 대에 레이더와 미사일을 장착한 단거리 지대공 미사일이다. 그러나 천마의 사거리가 11 km, 고도 5 km인데, 토르는 16 km, 고도 10 km여서 토르가 좀 더 장거리다. 한국이 크로탈 3를 수입해서 천마 3를 생산한다면, 토르 최신형과 비슷한 성능이 된다.
- 크로탈 1,  프랑스. 사거리 9 km, 실전배치 1978년
- 토르 1,  러시아. 사거리 12 km, 실전배치 1986년
- 크로탈 2,  프랑스. 사거리 11 km, 실전배치 1990년
- 천마,  대한민국. 사거리 11 km, 프랑스 크로탈 2 수입, 실전배치 1999년
- 토르 2,  러시아. 사거리 16 km, 실전배치 2007년
- 크로탈 3,  프랑스. 사거리 15 km, 실전배치 2008년

## 사용국가

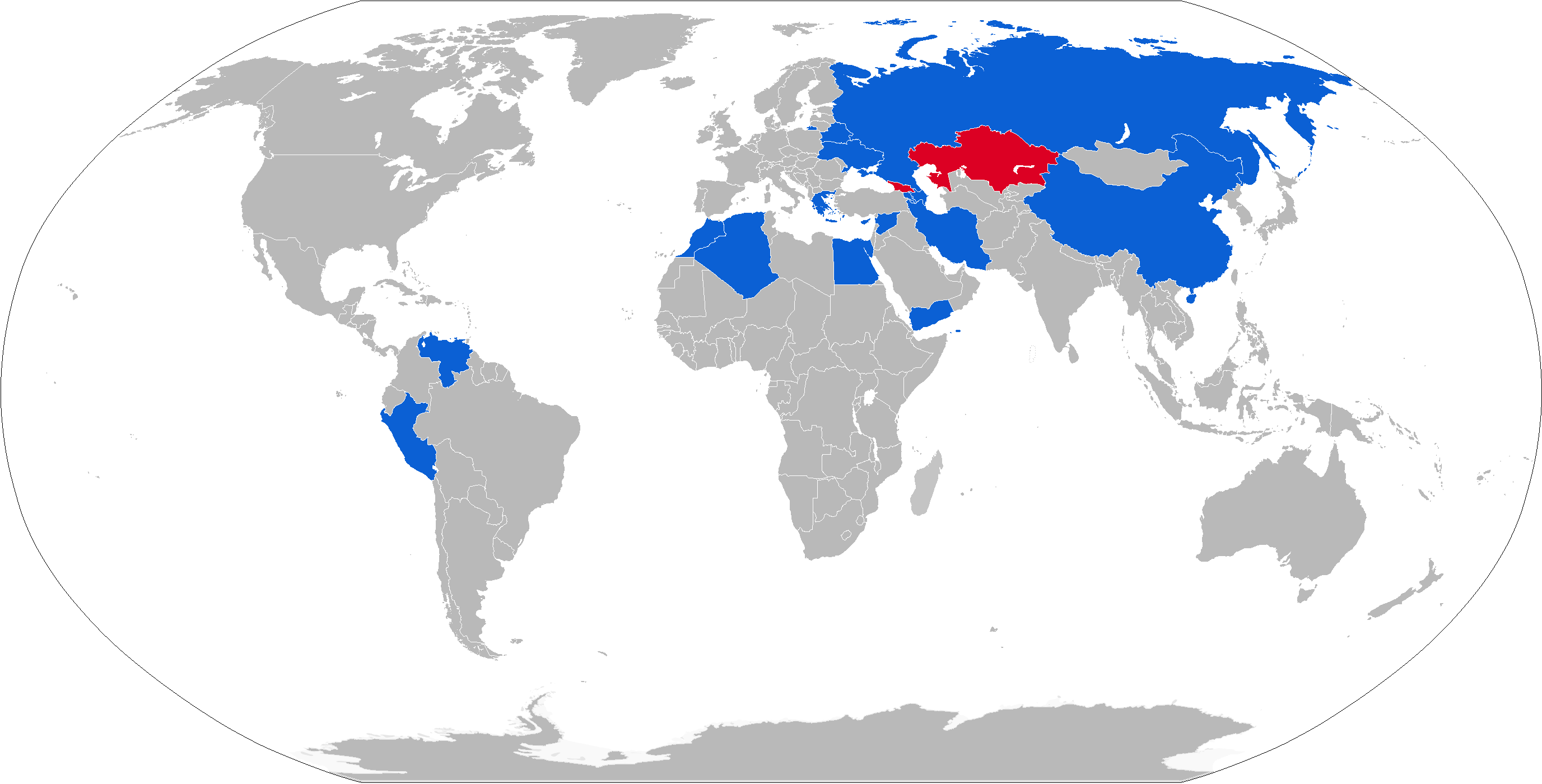
토르 미사일 사용국가. 파랑은 현재, 빨강은 예전 보유국

### 현재
- 아제르바이잔
- 벨라루스
- 중국
- 키프로스
- 이집트
- 그리스
- 이란
- 페루
- 러시아
- 베네수엘라
- 예멘
- 모로코
- 시리아

### 예전
- 소련
- 조지아
- 우크라이나

## 같이 보기
- 부크 미사일